# Біатлон на зимових Олімпійських іграх 2010 — естафета (жінки)
Жіноча біатлонна естафета в програмі Олімпійських ігор у Ванкувері відбулася в Олімпійському парку Вістлера 23 лютого 2010.
За регламентом вона складалася з чотирьох етапів по 6 км. На кожному етапі спортсменки виконували дві стрільби: в положенні лежачи і положенні стоячи.

## Гонка
Великою несподіванкою перед гонкою стала відмова від участі в складі збірної Німеччини дворазової олімпійської чемпіонки Ванкувера Маґдалени Нойнер. Своє рішення біатлоністка пояснила втомою від надмірної уваги суддів та преси. Заміна Нойнер Мартіною Бек не була повноцінною, що зменшило шанси збірної Німеччини на золоті медалі.
Збірна Росії провела гонку рівно і стабільно, здобувши заслужену перемогу. Деякий час конкуренцію їм складала французька команда, але два штрафні кола Марі Дорен на третьому етапі, здавалося перекреслили сподівання на медалі. Однак, на останньому етапі Сандрін Байї зуміла не тільки повернути збірну Франції на подіум, а й випередити Андреа Генкель в боротьбі за друге місце.
Збірна України провела гонку на своєму рівні, не стрибнувши поверх голови, й посіла шосте місце, пропустивши вперед норвежок і шведок.

## Медалісти
| Золото                                                                                | Срібло                                                              | Бронза                                                                       |
| Росія · Світлана Слєпцова · Ганна Богалій-Титовець · Ольга Медведцева · Ольга Зайцева | Франція · Марі-Лор Брюне · Сільві Бекар · Марі Дорен · Сандрін Байї | Німеччина · Каті Вільгельм · Сімоне Хаусвальд · Мартіна Бек · Андреа Генкель |

## Результати
Результати подані в таблиці.
| Місце   | Стартовий номер | Країна                                                                              | Час                                       | Штрафи (К+П)                            | Відставання |
| ------- | --------------- | ----------------------------------------------------------------------------------- | ----------------------------------------- | --------------------------------------- | ----------- |
| 1       | 1               | Росія Світлана Слєпцова Ганна Богалій-Титовець Ольга Медведцева Ольга Зайцева       | 1:09:36.3 17:24.4 17:17.3 17:27.7 17:26.9 | 0+2 0+3 0+0 0+0 0+1 0+1 0+0 0+0 0+1 0+2 | 0.0         |
| 2       | 4               | Франція Марі-Лор Брюне Сільві Бекар Марі Дорен Сандрін Байї                         | 1:10:09.1 17:22.6 17:17.6 18:34.2 16:54.7 | 2+4 0+4 0+0 0+2 0+0 0+1 2+3 0+1 0+1 0+0 | +32.8       |
| 3       | 2               | Німеччина Каті Вільгельм Сімоне Хаусвальд Мартіна Бек Андреа Генкель                | 1:10:13.4 17:26.0 17:16.2 18:12.0 17:19.2 | 0+2 0+3 0+1 0+0 0+0 0+0 0+1 0+1 0+0 0+2 | +37.1       |
| 4       | 5               | Норвегія Лів-К'єрсті Ейкеланд Анн Крістін Флатланд Солвейг Рогстад Тура Бергер      | 1:10:34.1 18:20.4 16:52.6 18:21.2 16:59.9 | 0+1 0+2 0+0 0+2 0+0 0+0 0+1 0+0         | +57.8       |
| 5       | 3               | Швеція Елізабет Геґберґ Анна-Карін Улофссон-Зідек Анна Марія Нільссон Гелена Юнссон | 1:10:47.2 17:46.7 17:25.9 18:16.8 17:17.8 | 0+2 0+1 0+0 0+1 0+0 0+0 0+2 0+0 0+0 0+0 | +1:10.9     |
| 6       | 7               | Україна Олена Підгрушна Валя Семеренко Оксана Хвостенко Віта Семеренко              | 1:11:08.2 17:36.9 17:56.3 17:44.7 17:50.3 | 0+2 0+6 0+0 0+1 0+1 0+3 0+1 0+0 0+0 0+2 | +1:31.9     |
| 7       | 8               | Білорусь Людмила Калінчік Дарія Домрачова Ольга Кудрашова Надія Скардіно            | 1:11:34.0 17:40.0 17:28.7 18:27.4 17:57.9 | 0+1 0+2 0+1 0+1 0+0 0+1 0+0 0+0         | +1:57.7     |
| DSQ (8) | 12              | Словенія Діяна Равнікар Андрея Малі Тадея Бранкович-Лікозар Тея Грегорін            | 1:12:02.4 17:50.4 18:18.2 18:07.8 17:46.0 | 0+4 0+2 0+0 0+1 0+1 0+1 0+2 0+0 0+1 0+0 | +2:26.1     |
| 9       | 6               | КНР Ван Чуньлі Сяньін Лю Кон Інчао Сон Чаочін                                       | 1:12:16.9 17:44.7 17:47.7 19:10.4 17:34.1 | 0+2 0+6 0+1 0+2 0+1 0+1 0+0 0+3 0+0 0+0 | +2:40.6     |
| 10      | 10              | Румунія Дана Плотожя Ева Тофалві Міхаела Пурдя Река Ференч                          | 1:12:32.9 18:10.6 17:47.8 18:23.2 18:11.3 | 0+1 0+6 0+0 0+1 0+0 0+2 0+1 0+3 0+0 0+0 | +2:56.6     |
| 11      | 17              | Італія Мікела Понца Катя Галлер Карін Обергофер Роберта Ф'яндіно                    | 1:12:54.2 18:20.5 17:58.2 18:19.3 18:16.2 | 0+4 0+4 0+1 0+1 0+0 0+0 0+0 0+2 0+3 0+1 | +3:17.9     |
| 12      | 11              | Польща Кристина Палка Магдалена Гвіздон Вероніка Новаковська Агнєшка Циль           | 1:12:54.3 18:21.2 19:10.2 17:55.7 17:27.2 | 0+5 1+7 0+2 0+2 0+3 1+3 0+0 0+1         | +3:18.0     |
| 13      | 15              | Словаччина Мартіна Галінарова Анастасія Кузьміна Наталія Прекопова Яна Герекова     | 1:13:15.8 18:27.1 17:09.3 19:41.7 17:57.7 | 0+2 1+9 0+1 0+2 0+0 0+1 0+0 1+3 0+1 0+3 | +3:39.5     |
| 14      | 9               | Казахстан Олена Хрустальова Ганна Лебедєва Любов Філімонова Марина Лебедєва         | 1:13:42.9 17:42.1 18:00.8 18:52.6 19:07.4 | 0+4 0+5 0+0 0+1 0+1 0+1 0+1 0+2 0+2 0+1 | +4:06.6     |
| 15      | 18              | Канада Меґан Імрі Зіна Кочер Росанна Кроуфорд Меґан Тенді                           | 1:14:25.5 18:18.9 18:04.9 19:50.9 18:10.8 | 1+7 0+5 0+1 0+3 0+2 0+1 1+3 0+0 0+1 0+1 | +4:49.2     |
| 16      | 14              | Чехія Вероніка Віткова Магда Резлерова Габріела Соукалова Зденка Вейнарова          | 1:14:37.5 17:51.1 18:25.9 18:23.7 19:56.8 | 2+4 1+6 0+1 0+1 0+0 1+3 0+0 0+1 2+3 0+1 | +5:01.2     |
| 17      | 19              | США Сара Студебейкер Ленні Барнс Гейлі Джонсон Лора Спектор                         | 1:15:47.5 17:53.2 18:52.5 19:01.5 20:00.3 | 1+8 0+4 0+1 0+0 0+1 0+1 0+3 0+0 1+3 0+3 | +6:11.2     |
| 18      | 16              | Естонія Кадрі Легтла Евелі Сауе Сірлі Ганні Крістел Віігіпюю                        | 1:17:55.5 18:49.8 18:15.4 20:06.6 20:43.7 | 2+9 0+7 0+2 0+2 0+1 0+1 1+3 0+1 1+3 0+3 | +8:19.2     |
| 19      | 13              | Латвія Жанна Юскане Мадара Лідума Ліга Глазере Герда Круміна                        | 1:18:56.2 21:06.7 18:09.7 20:51.6 18:48.2 | 2+5 2+7 2+3 0+2 0+1 0+1 0+0 2+3 0+1 0+1 | +9:19.9     |

## Виноски
1. ↑  Архівована копія. Архів оригіналу за 8 червня 2009. Процитовано 8 червня 2009.{{cite web}}:  Обслуговування CS1: Сторінки з текстом «archived copy» як значення параметру title (посилання) [Архівовано 2009-06-08 у Wayback Machine.]
2. ↑  2010 Winter Olympics results: Women's 4x6 km Relay, from http://www.vancouver2010.com/; retrieved 2010-02-22.